# Deathmarch
Deathmarch je četvrti EP švedskog black metal-sastava Marduk. Diskografska kuća Regain Records objavila ga je 1. prosinca 2004. godine. Ime albuma je imenom jedan od pjesm s albuma Plague Angel.

## Popis pjesama
| 1.    | »Steel Inferno« (alternativna verzija) | 2:14 |
| 2.    | »Tod and Vernichtung«                  | 3:29 |
| 3.    | »The Hangman of Prague« (proba)        | 2:52 |
| 4.    | »Throne of Rats« (proba)               | 2:56 |
| 11:31 |                                        |      |

## Zasluge
Marduk
- Evil – gitara
- Devo – bas-gitara
- Mortuus – vokali
- Emil Dragutinović – bubnjevi